# پلاس وان
پلاس وان (به انگلیسی: PLoS ONE) یک مجله علمی با دسترسی آزاد و با محتوی تحت داوری همتا است. این مجله از سال ۲۰۰۶ توسط کتابخانه عمومی علم (Public Library of Science) منتشر می‌گردد. موضوعات تحت پوشش مجله تحقیقات دست اول در هر زمینه‌ای از علوم طبیعی و پزشکی را در بر می‌گیرد. تمامی مقاله‌های فرستاده شده برای چاپ به این مجله توسط داوران داخلی و خارجی مورد داوری همتا قرار می‌گیرند.
ضریب تأثیرگذاری پلاس وان در سال 2017 برابر 2.766 است.